# Далнереченск
Далнере́ченск (на руски: Дальнереченск) е град в Приморски край, Русия. Това е най-старият и най-северният град в Приморски край. Разположен е на 5 km от границата с Китай и на 400 km от Владивосток. Административен център е на Далнереченски район. Към 2016 г. населението на града е 26 378 души.

## История
Основан е от казаци през 1859 г. като станица Графская. През 1897 г. селището е преименувано на Има́н, а през 1917 г. получава статут на град. През 1972 г., вследствие Китайско-съветския конфликт, е преименуван на Далнереченск, като част от кампанията за преименуване на съветските селища, имащи китайски имена.

## Икономика
Основният отрасъл на града е дърводобивът.